# Sceau du Nevada
Le sceau de l'État du Nevada (en anglais Nevada State Seal) dérive du sceau du Territoire du Nevada.
Alors que le Nevada se préparait à obtenir le statut d'État en 1864, sa Convention Constitutionnelle établit un nouveau sceau. Le Nevada devint un État le 31 octobre 1864, par proclamation du Président Abraham Lincoln. Le 24 février 1866, la devise Volens et Potens fut remplacée par All for Our Country (Tout pour notre pays).
Les ressources minérales du Nevada sont très représentées dans ce sceau, au premier plan par un mineur extrayant de l'argent avec son équipe. Devant une autre montagne on voit une mine de quartz. Le transport et les communications sont symbolisés par le train à vapeur au fond et par les postes de télégraphes. L'agriculture est représentée par une botte de blé, une faucille et par une charrue au premier plan. La beauté naturelle du Nevada est symbolisée par le soleil naissant entre les pics des montagnes. Tout autour, il y a 36 étoiles montrant ainsi que le Nevada est le 36e État de l'Union.